# Памятный знак «За трудовую доблесть в девятой пятилетке»
Памятный знак ЦК КПСС, Совета Министров СССР, ВЦСПС и ЦК ВЛКСМ «За трудовую доблесть в девятой пятилетке» — награда Советского Союза для трудовых коллективов, учреждённая совместным Постановлением Центрального Комитета Коммунистической Партии Советского Союза, Совета Министров Союза Советских Социалистических Республик, Всесоюзного Центрального Совета Профессиональных Союзов и Центрального Комитета Всесоюзного Ленинского Коммунистического Союза Молодёжи за достижение наиболее высоких показателей в выполнении девятого пятилетнего плана, повышении эффективности производства, росте производительности труда, улучшении качества продукции.

## История
Система награждения трудовых и воинских коллективов, отличившихся в ходе Всесоюзных социалистических соревнований к 1975 году была достаточно хорошо развита в СССР. Вручение промышленным предприятиям, колхозам, совхозам, различным учреждениям и другим организациям орденов, переходящих красных знамён и денежных премий являлись несколькими составляющими этой системы. В 1972 году ещё одним видом коллективной награды стал Юбилейный почётный знак ЦК КПСС, Президиума Верховного Совета СССР, Совета Министров СССР и ВЦСПС в ознаменование 50-летия образования СССР. Учреждение Юбилейного почётного знака было важным звеном в системе коллективного награждения. Он был востребован в трудовых и воинских коллективах и наряду с орденами и знамёнами бесспорно вызывал гордость у его обладателей и уважение со стороны других коллективов. Возможно и по этой причине было принято решение об учреждении памятного знака для победителей социалистического соревнования в девятой пятилетке. В январе 1975 года ЦК КПСС, Совета Министров СССР, ВЦСПС и ЦК ВЛКСМ приняли два совместных постановления:
- «О Всесоюзном социалистическом соревновании работников промышленности, строительства, транспорта за досрочное выполнение народнохозяйственного плана на 1975 год и успешное завершение девятой пятилетки»[1].
- «О Всесоюзном социалистическом соревновании работников сельского хозяйства за увеличение производства и заготовок продуктов земледелия и животноводства в 1975 году и успешное завершение девятой пятилетки».

Указанные постановления были опубликованы во всех центральных, республиканских, краевых и местных газетах страны. В этих публикациях приводились тексты постановлений. Кроме этого читателей информировали об учреждении памятного знака ЦК КПСС, Совета Министров СССР, ВЦСПС и ЦК ВЛКСМ «За трудовую доблесть в девятой пятилетке». Полный перечень коллективов, награждённых памятными знаками был опубликован 10 февраля 1976 года: по промышленности — в газетах «Труд» и «Социалистическая индустрия», по сельскому хозяйству — в газете «Сельская жизнь».

## Кто награждался
Памятным знаком «За трудовую доблесть в девятой пятилетке» награждались трудовые коллективы, удостоенные по итогам Всесоюзного социалистического соревнования за 1975 год переходящих Красных знамён ЦК КПСС, Совета Министров СССР, ВЦСПС и ЦК ВЛКСМ и добившиеся наиболее высоких показателей в выполнении плановых заданий пятилетки по повышению эффективности производства и улучшению качества продукции. Коллективы, награждённые памятным знаком, заносились на Всесоюзную Доску почёта на ВДНХ СССР.

## Описание знака
Знак состоит из трёх накладных элементов:
- Пятиконечная выпуклая звезда, лучи которой образованы золотым каркасом, с закреплёнными в нём пластинами из рубинового стекла.
- Лавровый венок, перевитый красной с золотой каймой по краям лентой, ниспадающей в виде банта на скрещение ветвей. На видимых сегментах ленты снизу слева вверх направо по часовой стрелке золотом начертаны годы девятой пятилетки — 1971, 1972, 1973, 1974, 1975.
- Золотой медальон, обрамлённый снизу венком из золотых колосьев и украшенный золотым изображением серпа и молота, а также увенчанный полукруговой надписью: «За трудовое отличие в девятой пятилетке». На медальоне в лучах яркого солнца, стоящего в зените, на голубом небосклоне помещены символические изображения основных отраслей народного хозяйства СССР: атомной энергетики, угольной промышленности, нефтяной промышленности, газовой промышленности, металлургии, сельского хозяйства, жилищного строительства, гидроэнергетики.

## Параметры знака
- Количество знаков — 750 штук[3].
- Высота — 300 мм[4].
- Ширина — 280 мм.
- Вес — 3420 г.
- Материал — томпак, рубиновое стекло.
- Способ изготовления — комбинированный: литьё и штамповка.
- Способы обработки — золочение, чернение, нанесение холодных эмалей, декоративная отделка.
- Соединение элементов знака — винтовое[5].
- Изготовитель — Московский монетный двор. Клеймо Московского монетного двора нанесено с обратной стороны знака ударным способом.
- Знак вручался вместе с Грамотой ЦК КПСС, Совета Министров СССР, ВЦСПС и ЦК ВЛКСМ в папке красного цвета формата А2.
- Знак размещался в пластмассовом футляре красного цвета с прозрачной крышкой из оргстекла размером 300 × 400 мм[6].